# Kimberley Brennan
Kimberley Brennan (conocida como Kim Brennan; nacida Kimberley Crow, Melbourne, 9 de agosto de 1985) es una deportista australiana que compitió en remo. Está casada con el remero Scott Brennan.
Participó en tres Juegos Olímpicos de Verano, entre los años 2008 y 2016, obteniendo tres medallas, dos en Londres 2012, plata en doble scull y bronce en scull individual, y oro en Río de Janeiro 2016, en scull individual.
Ganó seis medallas en el Campeonato Mundial de Remo entre los años 2006 y 2015.
En 2013 fue nombrada «Atleta femenina del año» de la FISA. En 2017 fue distinguida como miembro de la Orden de Australia (AM). En 2023 fue seleccionada para ingresar en el Salón de la Fama del Deporte de Australia.

## Palmarés internacional
| Juegos Olímpicos   | Juegos Olímpicos          | Juegos Olímpicos  | Juegos Olímpicos |
| Año                | Lugar                     | Medalla           | Prueba           |
| ------------------ | ------------------------- | ----------------- | ---------------- |
| 2012               | Londres (Reino Unido)     | Medalla de plata  | Doble scull      |
| 2012               | Londres (Reino Unido)     | Medalla de bronce | Scull individual |
| 2016               | Río de Janeiro (Brasil)   | Medalla de oro    | Scull individual |
| Campeonato Mundial |                           |                   |                  |
| Año                | Lugar                     | Medalla           | Prueba           |
| 2006               | Eton (Reino Unido)        | Medalla de bronce | Ocho con timonel |
| 2010               | Cambridge (Nueva Zelanda) | Medalla de plata  | Doble scull      |
| 2011               | Bled (Eslovenia)          | Medalla de plata  | Doble scull      |
| 2013               | Chungju (Corea del Sur)   | Medalla de oro    | Scull individual |
| 2014               | Ámsterdam (Países Bajos)  | Medalla de plata  | Scull individual |
| 2015               | Aiguebelette (Francia)    | Medalla de oro    | Scull individual |